# Pic Kiama
Der Pic Kiama ist ein Berg der Republik Kongo an der Grenze zur Demokratischen Republik Kongo. Er erreicht eine Höhe von 747 m.

## Geographie
Der Berg befindet sich im kongolesischen Departement Niari. Er liegt im südlichsten zipfel des Departements an der Grenze zur Demokratischen Republik Kongo. Im Norden schließt sich der Bouloukombo an. Die nächsten Ortschaften sind Mazinga (Louangou) im Norden (Republik Kongo) und Kangu (DR Kongo) im Süden.